# Linda Brava
Linda Magdalena Lampenius Cullberg, nota semplicemente come Linda Lampenius o anche come Linda Brava (Helsinki, 26 febbraio 1970), è una violinista finlandese di lingua svedese.

## Discografia
- 1997 - Linda Lampenius
- 1999 - Linda Brava
- 2008 - Nordic Light
- 2010 - Angels